# Lijst van afleveringen van Smash
Dit is een lijst van afleveringen van het eerste seizoen van de musical-drama televisieserie Smash.
| Nr. | Titel              | Regisseur             | Schrijver(s)                      | Uitzenddatum     | Uitzenddatum |  |
| --- | ------------------ | --------------------- | --------------------------------- | ---------------- | ------------ |  |
| 1 | Pilot              | Michael Mayer         | Theresa Rebeck                    | 6 februari 2012  |              |  |
| De wereldberoemde musicalschrijvers-duo Julia Houston en Tom Levitt worden geïnspireerd om een nieuwe Broadway musical te maken over het leven van Marilyn Monroe. De hardnekkige producent Eileen Rand en de temperamentvolle maar toch briljante regisseur Derek Wills zijn meteen enthousiast. Terwijl de vier hun zoektocht beginnen naar de hoofdrolspeelster, raakt de ervaren actrice Ivy Lynn geobsedeerd met de rol en is vastbesloten deze te krijgen. De naïeve serveerster Karen Cartwright probeert wanhopig haar theater dromen werkelijkheid te maken. |                    |                       |                                   |                  |              |  |
| 2 | The Callback       | Michael Mayer         | Theresa Rebeck                    | 13 februari 2012 |              |  |
| Terwijl Ivy en Karen beide een poging doen om in een positief daglicht bij Derek te komen voor de rol van Marilyn, raken Julia en haar man Frank gefrustreerd door het moeilijke proces van hun internationale adoptie en bemoeilijkt Eileens bittere scheiding haar de musical te kunnen financieren. |                    |                       |                                   |                  |              |  |
| 3 | Enter Mr. DiMaggio | Michael Mayer         | Theresa Rebeck                    | 20 februari 2012 |              |  |
| Karen keert terug naar Iowa om een belangrijke beslissing te nemen over haar toekomst. Michael Swift, de favoriet voor de rol van Joe DiMaggio, blijkt een geheim te hebben en Eileen vermoedt dat haar bijna ex-man de musical saboteert om potentiële investeerders op afstand te houden. |                    |                       |                                   |                  |              |  |
| 4 | The Cost of Art    | Michael Morris        | David Marshall Grant              | 27 februari 2012 |              |  |
| Terwijl Derek een feest organiseert voor de tiener-ster Lyle West, bedenkt Eileen een nieuwe strategie om fondsen te werven voor de musical. Karen leert haar kansen op succes te vergroten in de Broadway wereld en Tom heeft een speciale eerste date. |                    |                       |                                   |                  |              |  |
| 5 | Let's Be Bad       | Jamie Babbit          | Julie Rottenberg & Elisa Zuritsky | 5 maart 2012     |              |  |
| Als Leo wordt gearresteerd ziet Julia haar relatie met Frank en hun zoon uiteen vallen. Toms assistent Ellis gaat bij Eileen werken er is spanning in de relatie tussen Derek en Ivy. |                    |                       |                                   |                  |              |  |
| 6 | Chemistry          | Dan Attias            | Jacquelyn Reingold                | 12 maart 2012    |              |  |
| Ivy heeft een groot probleem als haar stem geblesseerd raakt. Ze worstelt met de beslissing om medicatie te nemen en zo haar rol als Marilyn veilig te stellen. Julia probeert Michael te ontwijken, Eileen leert Ellis beter kennen en Karen zingt op een Bar mitswa. |                    |                       |                                   |                  |              |  |
| 7 | The Workshop       | Mimi Leder            | Jason Grote                       | 19 maart 2012    |              |  |
| Het team bereid zich voor om hun werk te laten zien aan potentiële investeerders. Ivy wordt onder druk gezet doordat haar moeder, Broadway-ster Leigh Conroy, plotseling in haar leven verschijnt. Karen moet kiezen tussen haar werk aan Bombshell en een ontmoeting met een muziek producer. Julia en Michael moeten de gevolgen van hun daden onder ogen zien. |                    |                       |                                   |                  |              |  |
| 8 | The Coup           | Paris Barclay         | Theresa Rebeck                    | 26 maart 2012    |              |  |
| Het creatieve team houdt zich bezig met wat er na de workshop van Marilyn moet gebeuren. Derek en Eileen proberen een aantal alternatieve ideeën uit voor de musical met Karens hulp. Eileens dochter brengt een verrassingsbezoek aan haar moeder. |                    |                       |                                   |                  |              |  |
| 9 | Hell on Earth      | Paul McGuigan         | Scott Burkhardt                   | 2 april 2012     |              |  |
| Julia en Tom komen met een nieuwe titel voor de recent herstelde musical, Karen en Ivy hebben een auditie voor een sinasappelsapcommercial. Frank ontdekt Julia's geheime affaire. |                    |                       |                                   |                  |              |  |
| 10 | Understudy         | Adam Bernstein        | Jerome Hairston                   | 9 april 2012     |              |  |
| Als Bombshells nieuwe hoofdrolspeelster, Rebecca Duvall vast komt te zitten in Cuba, laat Derek Karen voor haar invallen. Tom en Julia hebben een feestelijk moment. Frank en Julia's relatie begint uit elkaar te vallen. |                    |                       |                                   |                  |              |  |
| 11 | The Movie Star     | Tricia Brock          | Julie Rottenberg & Elisa Zuritsky | 16 april 2012    |              |  |
| Karen en Ivy moeten samenwerken nadat de komst van Rebecca Duvall de productie van de musical in de war brengt. Rebecca is echter niet zo goed als iedereen dacht. Tom en Sam groeien dichter naar elkaar toe. Julia en Frank moeten met een familie crisis omgaan. |                    |                       |                                   |                  |              |  |
| 12 | Publicity          | Michael Mayer         | Theresa Rebeck                    | 23 april 2012    |              |  |
| Karen raakt bevriend met Rebecca en begint van het leven met de beroemdheid te genieten. Eileen en Nick gaan steeds beter met elkaar om. Leo wordt vermist. |                    |                       |                                   |                  |              |  |
| 13 | Tech               | Roxann Dawson         | Jason Grote & Lakshmi Sundaram    | 30 april 2012    |              |  |
| Derek heeft een romance met Rebecca, Karen moet kiezen tussen haar vriend en Bombshell, Eileen en Julia hebben een meningsverschil over het opnieuw aannemen van Michael Swift en Sam introduceert Tom aan zijn familie. |                    |                       |                                   |                  |              |  |
| 14 | Previews           | Robert Duncan McNeill | David Marshall Grant              | 7 mei 2012       |              |  |
| De cast en crew van Bombshell zijn klaar om zich voor het eerst aan het publiek te laten zien, maar worden geconfronteerd met tegenvallende resultaten. Dev doet een poging te verzoenen met Karen, maar maakt een verwoestende beslissing terwijl hij dronken is. Frank probeert met de plotselinge terugkeer van Michael Swift om te gaan. Iemand heeft het belust op Rebecca waardoor ze in het ziekenhuis belandt. |                    |                       |                                   |                  |              |  |
| 15 | Bombshell          | Michael Morris        | Theresa Rebeck                    | 14 mei 2012      |              |  |
| Als de première nadert, maakt Derek een belangrijke beslissing die van invloed is op Ivy en Karen. De verzoening tussen Frank en Julia moeten wachten omdat Tom en Julia problemen hebben met het maken van de laatste veranderingen in de musical. Ellis onthult waar zijn loyaliteit echt ligt. |                    |                       |                                   |                  |              |  |